# Bohuslav Brouk
Pour les articles homonymes, voir Brouk.
Bohuslav Brouk, né le 19 novembre 1912 à Prague (Autriche-Hongrie) et mort le 19 janvier 1978 à Londres, est un psychanalyste, écrivain, poète, journaliste, philosophe, esthéticien, sociologue et biologiste tchécoslovaque.

## Biographie
Depuis 1948, il a vécu en exil. Il fut l'un des premiers promoteurs de la psychanalyse et l'interprète critique des œuvres de Sigmund Freud en Tchécoslovaquie. Son travail concerne la psychanalyse (Autosexualismus a psycherotismus (cs), 1935), la langue et les formes d'expression (Jazyková komika (cs), 1941) et la relation entre l'homme et les choses (chrématologie ou la science des choses, Lidé a věci (cs) 1947).